# Valico

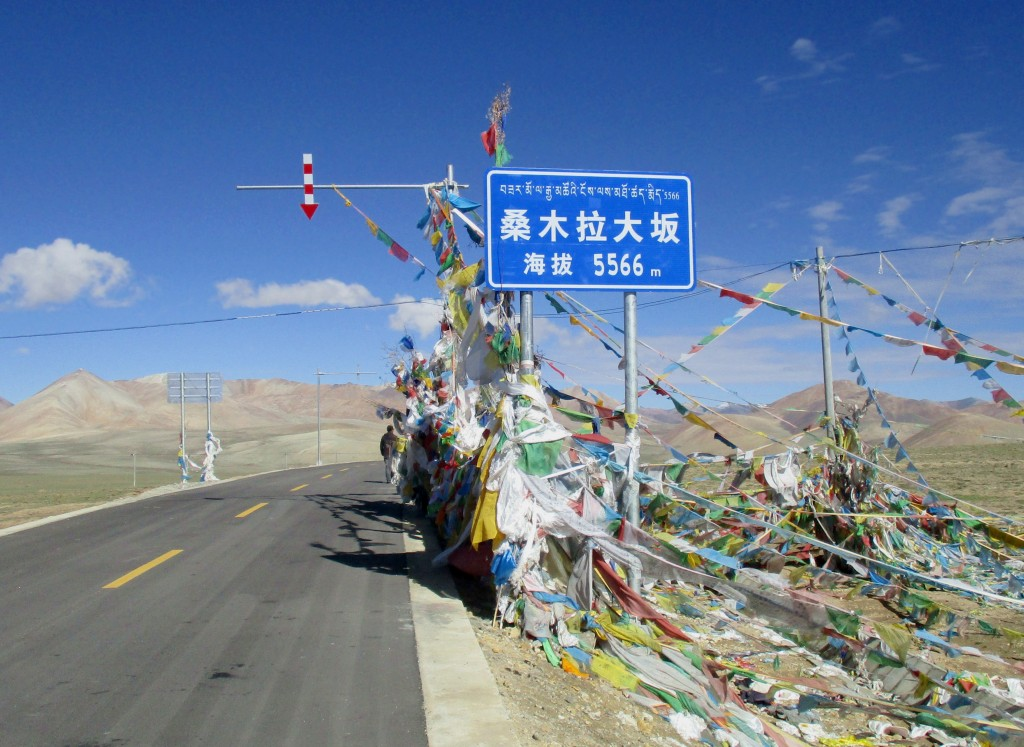
Il Passo Semo La in Asia (Tibet)

Un valico di montagna (anche detto passo, colle, varco, giogo, sella, forca, forcola, forcella, bocca o in diversi altri modi) è un collegamento tra due località o valli o bacini idrografici, attraverso una catena montuosa. Il passaggio geografico può essere attraversato, e quindi il collegamento può essere costituito da un sentiero, una strada o una ferrovia.

## Descrizione
Caratterizzato da due o più versanti di ascesa, il valico, propriamente detto, è il luogo di minor altitudine che è sufficiente raggiungere per poter scendere nel versante opposto; normalmente è il punto più alto del percorso che occorre seguire per spostarsi da un versante all'altro. Gli itinerari di accesso ai valichi di montagna si caratterizzano per aver un tracciato molto sinuoso con pendenze più o meno accentuate.

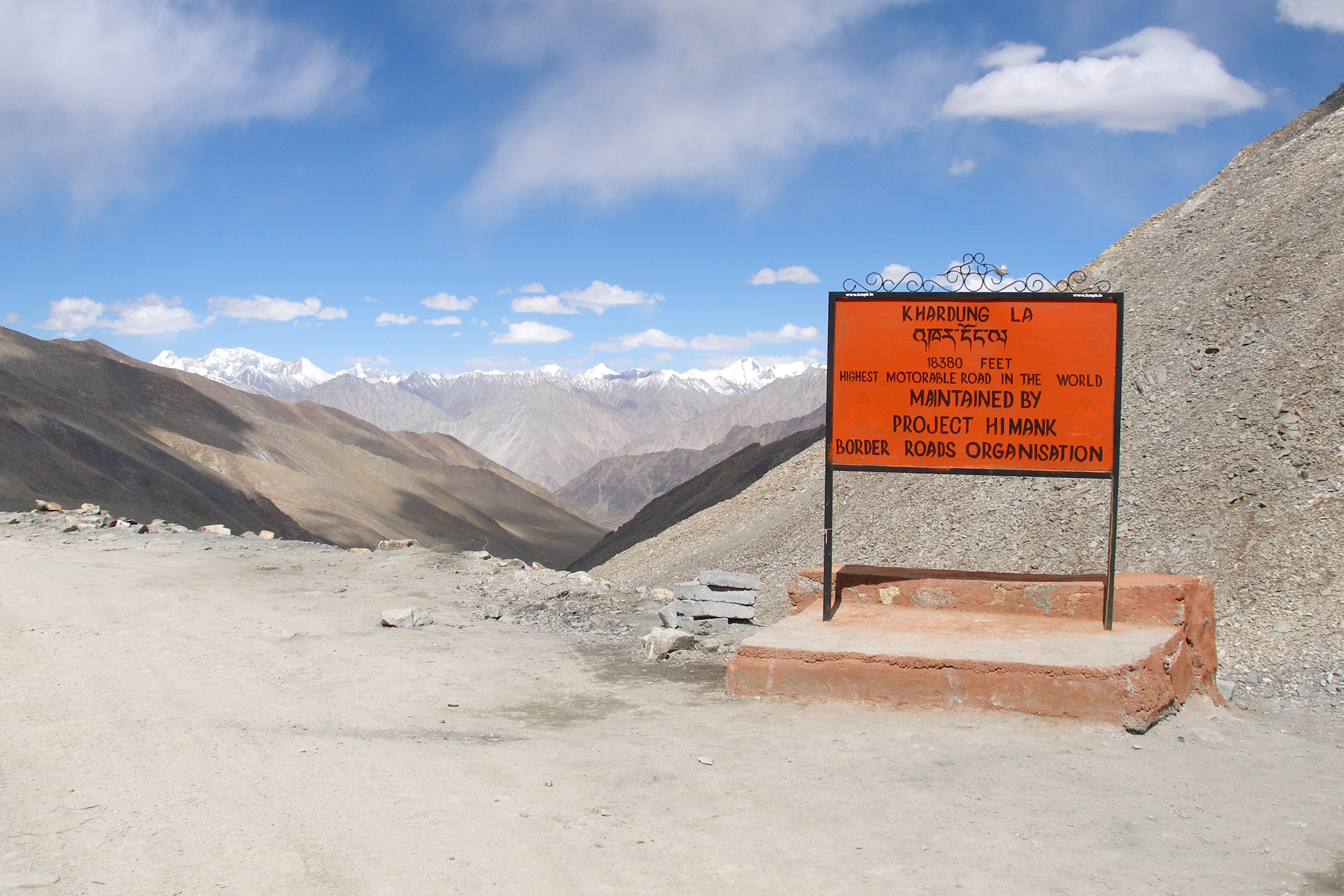
Khardung La (Karakorum)

Poiché molte catene montuose nel mondo hanno sempre costituito delle formidabili barriere per il viaggiatore, i valichi sono divenuti importanti sin dai tempi più antichi e hanno giocato un ruolo essenziale per il commercio, per la guerra e per le migrazioni.
In topografia, un valico ha la forma generale di una sella di cavallo tra due montagne (l'altezza come funzione tra due coordinate di posizione è matematicamente il punto di sella). I valichi si trovano spesso proprio sopra la sorgente di un fiume, costituendo una sorta di ponte sopra le acque superiori di un fiume. I valichi possono essere molto corti, consistendo in ripidi cammini verso la cima del valico, o possono essere vallate di molti chilometri il cui punto più alto può essere definito solo grazie alle indicazioni.

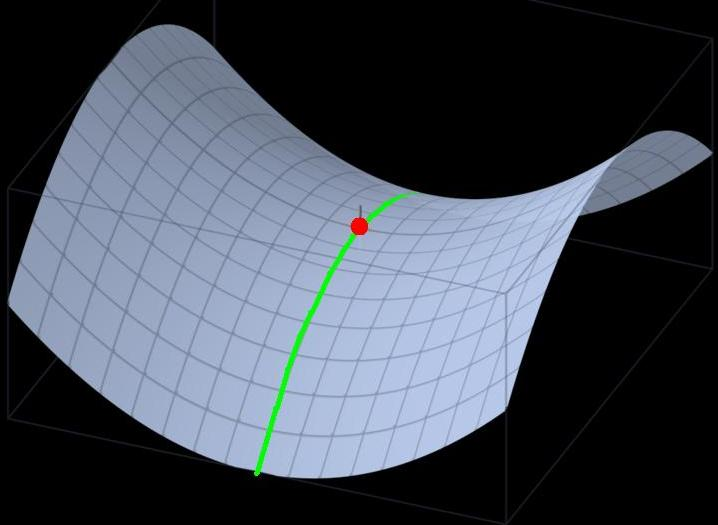
Modellizzazione del passo come la linea verde, con il punto rosso ad indicare il punto di sella

Le strade sono state per molto tempo costruite sopra a dei valichi, e più di recente anche le linee ferroviarie. Alcuni valichi ad alta quota possono avere dei tunnel sotto di essi per permettere lo scorrimento del traffico. La cima del valico è di frequente l'unico terreno piatto dell'area; costituendo un punto di vista panoramico è spesso scelto come sito per le costruzioni. Per i paesi i cui confini sono costituiti da catene montuose, il valico è di solito parte del confine stesso e le attività in sito prevedono spesso dei controlli di confine o una stazione doganale e spesso anche una postazione militare. Per i valichi con strade, è di solito d'uso avere dei segnali stradali con il nome del valico e la sua altitudine sopra il livello del mare.
Ci sono migliaia di valichi famosi al mondo, come il valico del Gran San Bernardo (2.473 m) nelle Alpi, il valico Khyber (1.027 m) tra l'Afghanistan ed il Pakistan, il Passo del Salang (3.876 m), il Khardung La (5.359 m) in Kashmir, India, mentre il valico accessibile alle auto più alto del mondo è il poco conosciuto Semo La (5.565 m) nel Tibet.

## I valichi e le attività umane

### Valichi ed il ciclismo

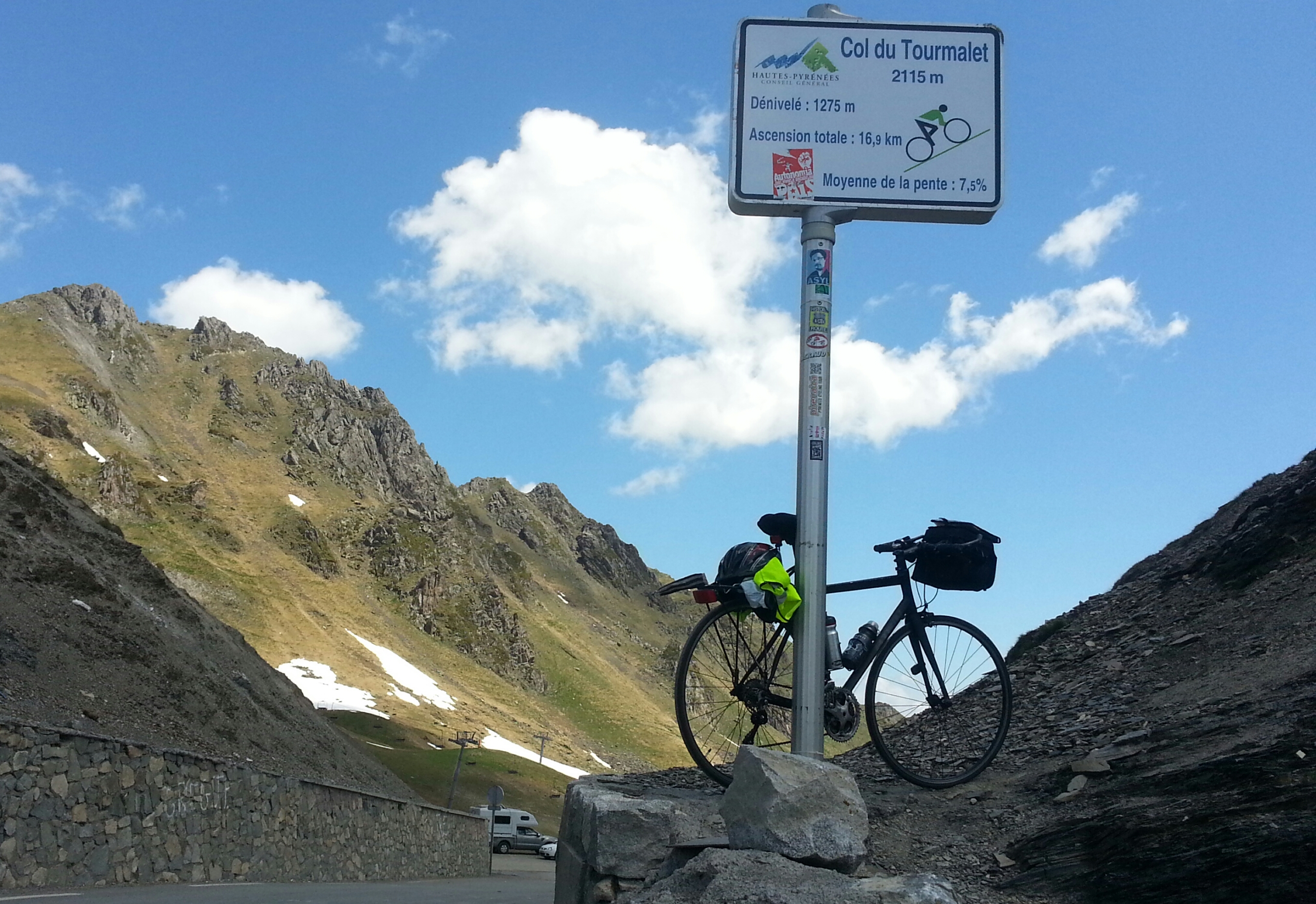
Il Colle del Tourmalet, sui Pirenei

Nel mondo del ciclismo i valichi di montagna sono particolarmente importanti perché i ciclisti devono affrontare pendenze rilevanti e percorrerle nel minor tempo possibile. Nella storia del ciclismo hanno di fatto rappresentato scenari unici per sfide epiche tra corridori.
In prossimità dei valichi montani viene posto il Gran Premio della Montagna che per i ciclisti del Giro d'Italia corrisponde alla maglia azzurra. La lunghezza e la pendenza de valico determinano la difficoltà dello stesso per i corridori. Analogamente al ciclismo competitivo, anche nel mondo del cicloturismo le ascese ai valichi alpini costituisco una tra le sfide più affascinanti e ricercate.

## Esempi di valichi

### Valichi delle Ande
Argentina e Cile condividono il terzo più lungo confine del mondo, circa 5.300 km, che corre da nord a sud attraverso la catena di montagne delle Ande. Essi condividono 42 valichi di montagna.

### Valichi delle Alpi

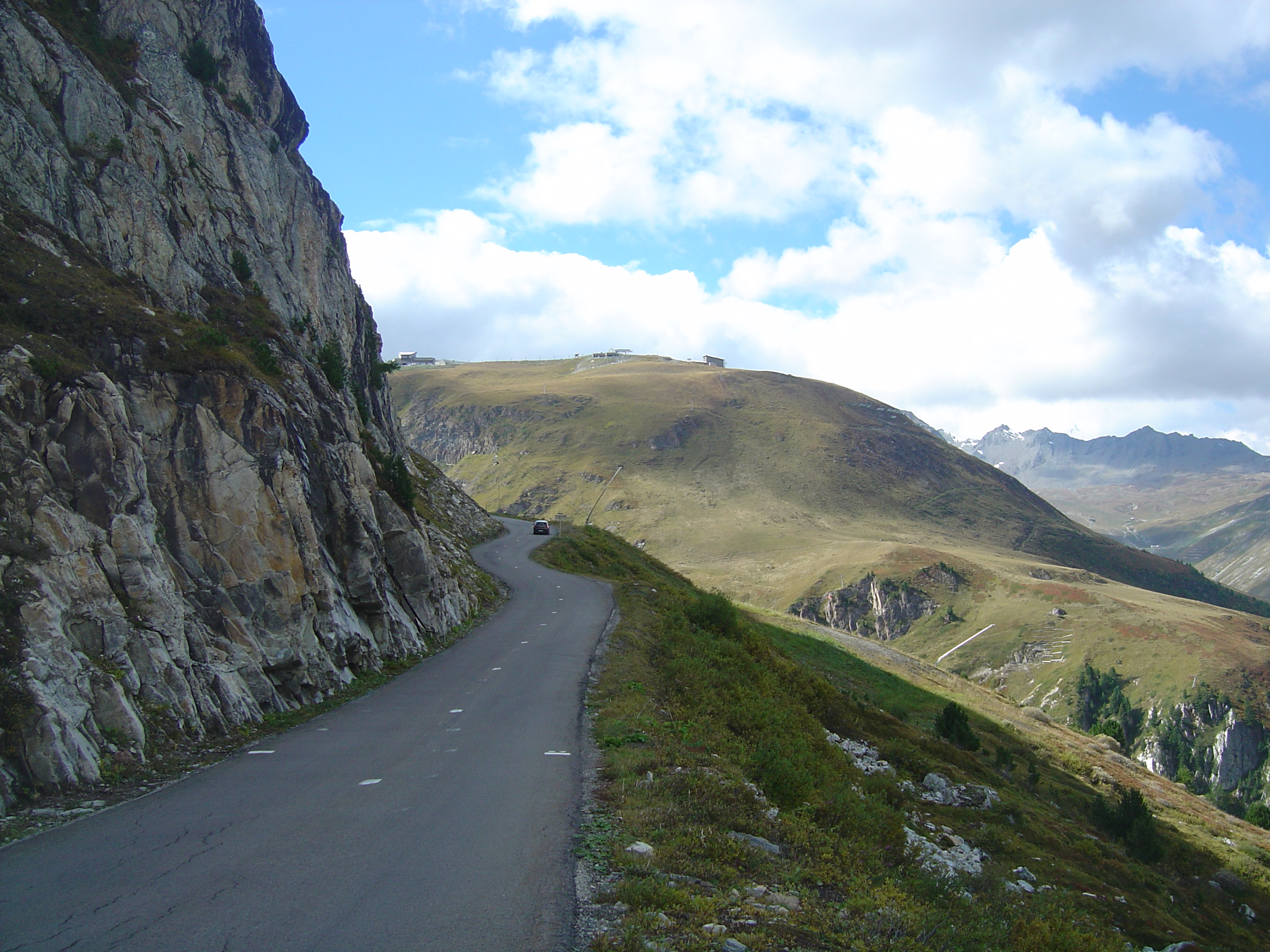
La strada che sale al Colle dell'Iseran, sulle Alpi francesi

Le Alpi sono attraversate da moltissimi valichi di montagna. Tra questi, il colle dell'Iseran è il valico automobilistico più alto di Francia e d'Europa.